# Beatrice Del Pero
Beatrice Del Pero (Cantù, 17 aprile 1999) è una cestista italiana.

## Palmarès
- Campionato italiano: 1

Famila Schio: 2021-2022
- Coppa Italia: 1

Famila Schio: 2022
- Coppa Italia di Serie A2: 1

Costa Masnaga: 2017